# Fi2 Hydrae
Fi2 Hydrae (φ2 Hydrae, förkortat Fi2 Hya, φ2 Hya) är en ensam stjärna belägen i den mellersta delen av stjärnbilden Vattenormen. Den hade ursprungligen Flamsteedbeteckningen 1 Crateris innan den placerades i Vattenormens stjärnbild. Den har en skenbar magnitud på 6,09 och är svagt synlig för blotta ögat där ljusföroreningar ej förekommer. Baserat på parallaxmätning inom Hipparcosuppdraget på ca 4,3 mas, beräknas den befinna sig på ett avstånd på ca 760 ljusår (ca 230 parsek) från solen. 

## Egenskaper
Fi2 Hydrae är en röd till orange jättestjärna av spektralklass M1 III. Den har en radie som är ca 33 gånger större än solens och utsänder från dess fotosfär ca 703 gånger mera energi än solen vid en effektiv temperatur av ca 3 800 K.
| Period (dygn) | Amplitud (magnitud) |
| ------------- | ------------------- |
| 11,0          | 0,008               |
| 110,3         | 0,012               |
| 153,6         | 0,015               |

Fi2 Hydrae befinner sig för närvarande på den asymptotiska jättegrenen, och är en halvregelbundet variabel stjärna som genomgår förändringar i ljusstyrka enligt tre pulsationsperioder. Den har en svag visuell följeslagare av magnitud 12,20 med en vinkelseparation på 3,50 bågsekunder vid en positionsvinkel på 280°, år 1959.